# C&K
C&K（シーアンドケー）は、日本の男性2人組ボーカルユニット。所属事務所はエンズエンターテイメント。
ディスコ、ファンク、ソウル、レゲエなどのブラックミュージックから、フォークや1980年代の歌謡曲まで幅広いジャンルを2人の感性でミクスチャーにした「JAM」（ジャム）と呼ぶ音楽スタイルを確立中である。自らをあらゆるカルチャー（音楽、ファッション、お笑い、他）のジャンルの垣根をぶち壊す「ジャンルバスターズ」とネーミングしている。

## メンバー
CLIEVY（クリビー、1984年8月31日 - ）
- スーパーハイトーンボイス。
- 栃木県小山市出身。
- 身長165cm
- 2013年にブログにて結婚を発表。
- 文教大学卒業（留年を繰り返し、7年半大学に在籍した《ニッポン放送 「笑福亭鶴瓶の日曜日のそれ」にて》)。

KEEN（キーン、1982年9月6日 - ）
- シルキーボイス。
- 鹿児島県鹿屋市串良町出身。
- 身長177cm
- 2019年1月1日に公式ホームページのメンバーブログにて2018年に入籍したことを発表。

## 来歴
文教大学在学中に出会い、KEENがCLIEVYに声をかけたことがはじまり。
- 大学生時代に結成。湘南や横浜を拠点に活動。

2008年（平成20年）
- 2月 九州男のメジャー第一弾シングル「1/6000000000 feat.C&K」に参加。オリコンシングルチャート12位を記録。
- 6月 デビューミニアルバム『CK island』をリリース。オリコンインディーズチャート10位を記録。

2009年（平成21年）
- 2月 2ndミニアルバム『CKTV』をリリース。収録曲の「続→60億分の1」はiTunesレゲエチャートにおいて1位を獲得。
- 3月 初のワンマンライブを代官山UNITにて敢行。チケットは即日完売した。
- 4月 九州男と全国Zeppツアーを共にまわり、延べ1万人の観客を動員した。

2010年（平成22年）
- 2月17日 3rdミニアルバム『CK STYLE』をリリース。直後に、自身初の全国ライブツアー「日本全国CK弾数興行」を敢行した。
- 8月4日 「梅雨明け宣言」でユニバーサルミュージックよりメジャーデビュー。秋には、「地元です。地元じゃなくとも、地元です」ツアーを開催。
- 11月 2ndシングル「上京がむしゃら物語」と、インディーズ時代の楽曲を中心としたアルバム『It's CK』を同時リリース。

2011年（平成23年）
- 3月 3rdシングル「ぼくのとなりにいてくれませんか?」をリリース。着うた(R)、着うたフル(R)などの音楽配信で合計10万ダウンロード。
- 初の5大都市ワンマンライブツアー「日本全国CK地元化計画〜地元です。地元じゃなくても、地元ですツアー2011〜」を開催。2,700名を動員。
- 9月 自身初のフルアルバム「CK A-YANKA!!!」をリリース。
- 「〜地元です。地元じゃなくても、地元ですツアー2011〜秋冬の陣」を12大都市14カ所で開催。5,000名を動員。

2012年（平成24年）
- 6月 5thシングル「ジャパンパン〜日本全国地元化計画〜」をリリース。着うた(R)で、レコチョク総合デイリーチャート1位を獲得。

2013年（平成25年）
- 1月16日 自身初となる収録曲全てがバラードで構成されたバラードシングルコレクション『アイアイのうた〜僕とキミと僕等の日々〜』をリリース。
- YouTubeでは、初の試みとしてMVのほか、楽曲のテーマに合わせて男女のリアルな遠距離恋愛を描いたドキュメンタリー映像「アイのカタチ」を公開。（第4弾までを公開中）
- “耳を疑うような美声の男性二人組ユニット”としてロケットニュースにて1月10日付の記事で取り上げられ、YouTubeでの再生回数が急上昇し注目を集めた。
- 「アイアイのうた〜僕とキミと僕等の日々〜」がiTunes Store 総合チャートで5位、レコチョクランキング（1月21日付）ではワン・ダイレクション、テイラー・スウィフトに次ぐ3位を獲得。
- 1月21日 日本テレビ『ZIP!』の“きてるね。”にて紹介。
- 「アイアイのうた〜僕とキミと僕等の日々〜」が日本テレビ『ハッピーMusic』2月度オープニングテーマとして起用。
- 2月5日 フジテレビ系列『めざましテレビ』にて紹介。
- 2月6日 3rdアルバム『CK JUNGLE!!!』をリリース。
- 2月6日 公開されたYouTube動画「アイのカタチ4」は、出演者が長澤まさみに似ているとWEBメディアに取り上げられた。
- ワンマンライブツアー「日本全国CK地元化計画〜地元です。地元じゃなくても、地元ですツアー2013〜」8都市9公演を2月から開催し8,000名を動員
- 10月27日 FCイベントにてCLIEVYが結婚を発表

2014年（平成26年）
- 11月24日 ワンマンライブ「CK無謀な挑戦状 in マリンメッセ福岡〜みんなの力でパンパンに愛のシャワーを浴びせてネ」をマリンメッセ福岡にて開催。1万人を動員。

2015年（平成27年）
- 2月～ 東日本を全て回るロングツアー「CK無謀な挑戦状Case2 東日本編～両国国技館への道～」28箇所29公演を2月から3ヶ月にわたって開催。
- 7月4日、5日 鹿児島アリーナにて2daysワンマンライブを開催。チケットは即日完売となる。
- 10月14日 4th ALBUM「CK MUSIC」をリリース。アルバム週間7位を獲得。 （2015年10月26日付）
- 11月2日 ワンマンライブ「<追加公演>CK無謀な挑戦状Case2 in両国国技館～収穫前夜祭～」を両国国技館にて開催。
- 11月3日 ワンマンライブ「CK無謀な挑戦状Case2 in両国国技館～ぶどうよりもマスカット！たわわに実った収穫祭～」を両国国技館にて開催。

2016年（平成28年）
- 2月24日 LIVE Blu-ray/DVD「CK無謀な挑戦状Case2 in 両国国技館 ～ぶどうよりもマスカット！たわわに実った収穫祭～」を発売。
- 4月13日 自身初となるオールタイムベストアルバム「CK IT'S A JAM〜BEST HIT UTA〜」をリリース。アルバム週間10位を獲得。 （2016年04月25日付）
- 5月8日〜7月9日 15都市16公演の全国ホールツアー「日本全国CK地元化計画～地元です。地元じゃなくても、地元ですツアー2016～」を開催。
- 7月1日 栃木県小山市の小山評定のふるさと大使に就任。[1]
- 8月4日 鹿児島県鹿屋市のかのやばら大使に就任。[2]
- 8月27日 福岡県海の中道海浜公園にて「地元です。地元じゃなくても、地元です。今度は野外でワンマンです。in 海の中道海浜公園」と題する野外ワンマンライブを開催、約1万5千人を動員。[3]

2017年（平成29年）
- 2月8日 LIVE Blu-ray/DVD「地元です。地元じゃなくても、地元です。今度は野外でワンマンです。in 海の中道海浜公園」を発売。オリコン音楽DVD週間1位を獲得。(2017年02月20日付)
- 3月10日～ 全国31公演「CK無謀な挑戦状 Case3～紅白への道！紅白へGOGO！55分ライブ！！日頃の感謝を込めて39価格～」を開催。
- 6月7日 15th シングル「Y」をリリース。オリコン週間8位を獲得。(2017年6月19日付)また、iTunes、レコチョク、LINE MUSIC、Uta-Net、Shazam、USEN等主要ランキングで1位を獲得。
- 7月8日 日本では初となる地方自治体の「ふるさと納税」とコラボをしたライブ『鹿屋市はC&Kの「ROAD TO KOUHAKU」を応援します！鹿屋市 presents 日本全国CK地元化計画～地元です。KEENの本当の地元でワンマンです。～』を開催。
- 7月26日 5thアルバム「55」をリリース。「CK無謀な挑戦状case3〜紅白への道！紅白へGOGO！55分ライブ！！日頃の感謝を込めて39価格」というツアータイトルとも連動したタイトルで全12曲、収録時間は55分である。[4]
- 8月26日 CLIEVYの地元である栃木県小山市小山運動公園にて「CK無謀な挑戦状 Case3～紅白への道！紅白行こう（150）とかけて!! 150分一本勝負!!! 日頃の感謝を込めてまさかの無料!!!〜in 小山」と題する無料野外ワンマンライブを開催。約1万人を動員。[5]
- 9月29日 5thアルバム「55」の収録曲「道」が横浜ゴム100周年 企業広告のタイアップソングに起用。
- 10月14日 KEENの地元である鹿児島県鹿屋市霧島ヶ丘公園にて鹿屋市 presents C&Kの「紅白出場」特別祈願ライブ！〜 地元です。地元じゃなくても、地元です。KEENの本当の地元でワンマンです。in 鹿屋 霧島ヶ丘公園 〜と題する野外ワンマンライブを開催。約1万5千人を動員。[6]

2018年（平成30年）
- 3月21日 LIVE&ドキュメンタリー Blu-ray/DVD「JIMOTO×JIMOTO」を発売。
- 5月23日 CLIEVYがももいろクローバーZのベストアルバム『MOMOIRO CLOVER Z BEST ALBUM「桃も十、番茶も出花」』に収録される「クローバーとダイヤモンド」の作詞作曲を務める。[7]
- 8月15日 16th シングル「ドラマ」をリリース。この楽曲は波瑠主演の日本テレビ系 土曜ドラマ「サバイバル・ウェディング」の主題歌で、C&Kがドラマ主題歌を担当するのは初。[8]
- 6月16日～10月8日 約4万人を動員する19都市22公演の全国ホールツアー「日本全国CK地元化計画～地元です。地元じゃなくても、地元です。2018。期待の新人10周年。～」を開催、全公演完売となる。また、10月8日にTOKYO DOME CITY HALLで行われたツアーファイナルでCLIEVYが両足の踵骨を骨折。[9][10]
- 9月5日 和田アキ子のデビュー50周年を記念した「アッコがおまかせ ～和田アキ子50周年記念トリビュート・アルバム～」にC&K「愛の光」として参加。[11]
- 11月20日 「超無謀な挑戦状〜10周年だョ!全員集合 〜 in 横浜アリーナ」と題する10周年アニバーサリーライブを“結成の地”横浜で開催。約1万人を動員。平日開催にもかかわらず完売と発表される。[12]

2019年（平成31年、令和元年）
- 3月20日 6thアルバム「TEN」をリリース。オリコンアルバム週間5位を獲得。 （2019年04月01日付）[13]
- 大晦日、ももいろ歌合戦（BS日テレ・ニッポン放送・AbemaTVなど）へ初出場。
- 8月7日 17thシングル「嗚呼、麗しき人生」をリリース。

2020年（令和2年）
- 2月 3都市6公演の「JIMOTODES JIMOTOJANAKUTEMO JIMOTODES」と題するバンドツアーを開催。
- 4月 約2年ぶりとなる25か所33公演の全国ホールツアー「日本全国CK地元化計画　地元です。地元じゃなくても、地元ですツアー2020　劇団ひとりぼっち〜僕は独りじゃない〜」を予定していたが、コロナウイルス感染拡大の影響を受け全公演延期となる。
- 6月20日 メジャーアーティストでは初の試みとなる、「移動式遊園地～ぼくらはどこへでも行ける～ "種まき編" 」と題した、車の中からライブを鑑賞する”ドライブインライブ”を6月20日(土)21日(日)の2日間、群馬県で開催。[14]
- 8月5日 18thシングル「アサトヒカリ」をリリース。この楽曲は河瀬直美の監督作品「朝が来る」の主題歌で、自身初の映画主題歌を務める。[15]
- 11月4日 音楽業界初となる異例のCMプレゼン企画ミニアルバム「御社のCMソング」をリリース。
- 12月23日 映像作品『「One_day」 ツアープロモーションビデオ　劇団ひとりぼっち "僕は独りじゃない" 〜2020’s AYUMI 3〜』を発売。

2021年（令和3年）
- 1月11日 CLIEVYが管楽器ガールズユニットMOSの配信曲「もすごい音楽しようね feat.C&K」の作詞作曲を務める。
- 4月7日 19thシングル「あの日のスウィートメロディ」をリリース。
- 5月14日 ～12月14日全国27公演の全国ホールツアー「日本全国CK地元化計画　地元です。地元じゃなくても、地元ですツアー2021　劇団ひとりぼっち〜僕は独りじゃない〜改」を開催。
- 8月18日 20thシングル「KARADANONAKADAKARADA」をリリース。
- 10月20日 21stシングル「うたをうたお」をリリース。
- 12月15日 7thアルバム「CK TOKEN」をリリース。

2022年（令和4年）
- 6月15日 22ndシングル「I.M.A」をリリース。
- 6月24日～9月10日 全国21公演の全国ツアー「日本全国CK地元化計画 地元です。地元じゃなくても、地元ですツアー2022〜ゲンテン〜」を開催。
- 9月21日 CLIEVYがSnow Manの2ndアルバム『Snow Labo. S2』に収録される「ボクとキミと」の作詞を務める。
- 10月 2都市4公演の「JIMOTODES JIMOTOJANAKUTEMO JIMOTODES 2022」と題するバンドツアーを開催。
- 11月16日 8thアルバム「CK OILY」をリリース。
- 11月20日 「超無謀な挑戦状 〜炎の15周年目、執念で迎える横浜アリーナ。頼む全員集合〜」と題する自身2度目の横浜アリーナでのワンマンライブを開催。[16]

2023年（令和5年）
- 3月29日 LIVE Blu-ray/DVD「超無謀な挑戦状 〜炎の15周年目、執念で迎える横浜アリーナ。頼む全員集合〜」を発売。
- 4月27日 日本テレビ「THE突破ファイル」内「突破交番」のテーマソングに23rdシングル「青青青」が決定。また劇中歌には「YARE YARE」も採用された。同日放送にはC&K自身も番組に出演した。[17]
- 6月21日 23rdシングル「青青青」をリリース。
- 10月30日 鹿児島市の白波スタジアムで開催された特別全国障害者スポーツ大会「燃ゆる感動かごしま大会」の閉会式へ出演[18]
- 12月6日 9thアルバム「CK PEAS」をリリース

2024年（令和6年）
- 4月1日 NHKにて放送される夜ドラ「VRおじさんの初恋」の主題歌に「ハートビート」、挿入歌に「旅人」が採用される。[19]
- 10月11日 フジテレビ系にて放送される「ドラゴンボールDAIMA（ダイマ）」の主題歌「ジャカ☆ジャ～ン」の歌唱を担当することが決定。同楽曲はZeddがプロデュース、森雪之丞が作詞を担当、メンバーのKEENも作曲に参加している。[20]

2025年
・温泉文化ユネスコ文化遺産を促進する『温泉文化大使』に就任。全国旅館ホテル生活衛生同業組合連合会青年部が開催した『宿フェス』にてライブステージを披露し、温泉文化を広めるために貢献していくことを誓った。任命式では全旅連 亀岡勇紀専務理事から任命書を授与されている。

## ディスコグラフィー

### インディーズ

#### アルバム
| 枚  | リリース日    | タイトル  |
| --- | ------------- | --------- |
| 1st | 2008年6月18日 | CK island |
| 2nd | 2009年2月25日 | CKTV      |
| 3rd | 2010年2月17日 | CK STYLE  |

##### ベスト・アルバム
| 枚  | リリース日   | タイトル                    |
| --- | ------------ | --------------------------- |
| 1st | 2016年3月9日 | IT’S CK ～Indies Complete～ |

### メジャー

#### シングル
| 枚   | リリース日     | タイトル                               | 最高位 |
| ---- | -------------- | -------------------------------------- | ------ |
| 1st  | 2010年8月4日   | 梅雨明け宣言                           | 61位   |
| 2nd  | 2010年11月24日 | 上京がむしゃら物語                     | 78位   |
| 3rd  | 2011年3月16日  | ぼくのとなりにいてくれませんか?        | 49位   |
| 4th  | 2011年8月17日  | 僕の天使                               | 94位   |
| 5th  | 2012年6月6日   | ジャパンパン〜日本全国地元化計画〜     | 40位   |
| 6th  | 2012年9月26日  | 王様ゲーム                             | 44位   |
| 7th  | 2013年1月16日  | アイアイのうた〜僕とキミと僕等の日々〜 | 20位   |
| 8th  | 2013年6月12日  | 愛を浴びて、僕がいる                   | 24位   |
| 9th  | 2013年8月28日  | へべれけ宣言                           | 34位   |
| 10th | 2013年10月30日 | みかんハート                           | 19位   |
| 11th | 2014年9月24日  | 終わりなき輪舞曲                       | 21位   |
| 12th | 2015年7月1日   | パーティ☆キング                        | 17位   |
| 13th | 2015年9月16日  | キミノ言葉デ                           | 11位   |
| 14th | 2016年10月26日 | ヒカリトカゲ                           | 26位   |
| 15th | 2017年6月7日   | Y                                      | 8位    |
| 16th | 2018年8月15日  | ドラマ                                 | 17位   |
| 17th | 2019年8月7日   | 嗚呼、麗しき人生                       | 19位   |
| 18th | 2020年8月5日   | アサトヒカリ                           | 11位   |
| 19th | 2021年4月7日   | あの日のスウィートメロディ             | 6位    |
| 20th | 2021年8月12日  | KARADANONAKADAKARADA                   | 24位   |
| 21st | 2021年10月20日 | うたをうたお                           | 17位   |
| 22nd | 2022年6月15日  | I.M.A                                  | 12位   |
| 23rd | 2023年6月21日  | 青青青                                 | 26位   |

##### デジタル・シングル
| 枚  | リリース日     | タイトル                                        |
| --- | -------------- | ----------------------------------------------- |
| 1st | 2012年3月27日  | ぼくのとなりにいてくれませんか? (Piano version) |
| 2nd | 2014年11月24日 | カモメ                                          |
| 3rd | 2015年8月12日  | パーティ☆キング Remixes                         |
| 4th | 2024年5月10日  | ハートビート                                    |

#### アルバム

##### オリジナル・アルバム
| 枚  | リリース日     | タイトル       |
| --- | -------------- | -------------- |
| 1st | 2011年9月21日  | CK A-YANKA!!!  |
| 2nd | 2013年2月6日   | CK JUNGLE!!!   |
| 3rd | 2013年11月27日 | CK AND MORE... |
| 4th | 2015年10月14日 | CK MUSIC       |
| 5th | 2017年7月26日  | 55             |
| 6th | 2019年3月20日  | TEN            |
| 7th | 2021年12月15日 | CK TOKEN       |
| 8th | 2022年11月16日 | CK OILY        |
| 9th | 2023年12月6日  | CK PEAS        |

##### 企画アルバム
| 枚  | リリース日     | タイトル       |
| --- | -------------- | -------------- |
| 1st | 2010年11月24日 | It's CK        |
| 2nd | 2020年11月4日  | 御社のCMソング |

##### デジタルアルバム
| 枚  | リリース日    | タイトル        |
| --- | ------------- | --------------- |
| 1st | 2017年5月24日 | アイのうたたち  |
| 2nd | 2021年2月26日 | アイのうたたち2 |

##### ベスト・アルバム
| 枚  | リリース日    | タイトル                      |
| --- | ------------- | ----------------------------- |
| 1st | 2016年4月13日 | CK IT'S A JAM〜BEST HIT UTA〜 |

### 提供楽曲

#### ももいろクローバーZ
- 「モノクロデッサン」（3rdアルバム 『AMARANTHUS』収録）作詞・作曲：CLIEVY
- 「クローバーとダイヤモンド」（ベストアルバム 『桃も十、番茶も出花』収録）作詞・作曲：CLIEVY
- 「モノクロデッサン -ZZ ver.-」（セルフリメイク・アルバム第2弾 『ZZ's II』収録）作詞・作曲：CLIEVY
- 「いちごいちえ」作詞・作曲：CLIEVY

#### King & Prince
- 「今君に伝えたいこと」（5thシングル『Mazy Night』収録）作詞・作曲：KEEN
- 「僕らのGreat Journey」（ 3rdアルバム『Re:Sense』収録）作詞：C&K / 作曲：C&K・Carlos K.

#### Number_i
- 「i」（1stミニアルバム『No.O -ring-』収録）作詞：KEEN / 作曲：KEEN・Carlos K.
- 「Bye24/7」（1stアルバム『No.I』収録）作詞：KEEN / 作曲：KEEN・Carlos K.

#### Snow Man
- 「ボクとキミと」（2ndアルバム『Snow Labo. S2』収録）作詞：CLIEVY

#### Da-iCE
- 「濡れたバラード」（7thアルバム『SCENE』収録）作詞・作曲：CLIEVY

#### s**t kingz
- 「FFP feat.C&K」（ 『FLYING FIRST PENGUIN』収録）作詞：CLIEVY・KEEN / 作曲：CLIEVY・KEEN・Carlos K.

#### GANMI
- 「DOUDA / GANMI feat. C&K」作詞・作曲：CLIEVY・KEEN

#### MOS
- 「もすごい音楽しようね feat.C&K」作詞・作曲：CLIEVY

### 参加楽曲

#### Zedd
- 「『ジャカ☆ジャ～ン』ゼッド feat. C＆K」

#### 九州男
- 「KEEP MY WAY feat.C&K」
- 「1/6000000000 feat.C&K」

#### 369＋C&K
- 「マリアッチ」

#### KAKO
- 「FunkyTown with C&K」

#### SPICY CHOCOLATE
- 「シリタイ feat. C&K & CYBERJAPAN DANCERS」

#### MOS
- 「もすごい音楽しようね feat.C&K」

### 映像作品

#### ライブDVD/VIDEO
| 枚  | リリース日    | タイトル |
| --- | ------------- | --- |
| 1st | 2011年11月2日 | CK LIVE!!! A-YANKA!!! 日本全国CK地元化計画〜地元です。地元じゃなくても、地元ですツアー2011〜 東京AKASAKA BLITZ ダイジェスト版 |
| 1st | 2011年11月2日 | CK LIVE!!! A-YANKA!!! 日本全国CK地元化計画〜地元です。地元じゃなくても、地元ですツアー2011〜 東京AKASAKA BLITZ 完全版         |
| 2nd | 2014年6月4日  | 日本全国CK地元化計画〜地元です。地元じゃなくても、地元ですツアー2014〜                                                        |
| 3rd | 2015年3月11日 | CK無謀な挑戦状 in マリンメッセ福岡                                                                                            |
| 4th | 2016年2月24日 | CK無謀な挑戦状Case2 in 両国国技館〜ぶどうよりもマスカット!たわわに実った収穫祭〜                                              |
| 5th | 2017年2月8日  | 地元です。地元じゃなくても、地元です。今度は野外でワンマンです。in海の中道海浜公園                                            |
| 6th | 2018年3月21日 | JIMOTO×JIMOTO |
| 7th | 2019年5月22日 | JIMOTO×JIMOTO×JIMOTO |
| 8th | 2023年3月29日 | 超無謀な挑戦状 〜炎の15周年目、執念で迎える横浜アリーナ。頼む全員集合〜                                                       |

#### ツアープロモーションVIDEO
| 枚  | リリース日     | タイトル                                                                                      |
| --- | -------------- | --------------------------------------------------------------------------------------------- |
| 1st | 2020年12月23日 | 「One_day」 ツアープロモーションビデオ 劇団ひとりぼっち "僕は独りじゃない" 〜2020’s AYUMI 3〜 |

#### DVD/VIDEO
| 枚  | リリース日    | タイトル                        |
| --- | ------------- | ------------------------------- |
| 1st | 2015年12月9日 | C&Kの数多くあるTV番組の中の一つ |

#### ミュージック・ビデオ
| 監督       | 曲名                                                                                                 | 出演                                      |
| ---------- | --- | ----------------------------------------- |
| 稲垣理美   | 「アイアイのうた〜僕とキミと僕等の日々〜」                                                           |                                           |
| 河谷英夫   | 「愛を浴びて、僕がいる」                                                                             |                                           |
| 河谷英夫   | 「春と君のシンフォニー」                                                                             | 夏月                                      |
| 河谷英夫   | 「続→60億分の1」                                                                                     | 村川絵梨                                  |
| 北村拓司   | 「梅雨明け宣言」                                                                                     | 和泉テルミ・元井美貴                      |
| 佐藤こずえ | 「ぼくのとなりにいてくれませんか？」                                                                 |                                           |
| 佐藤こずえ | 「僕の天使」                                                                                         |                                           |
| 須藤カンジ | 「ジャパンパン〜日本全国地元化計画〜」                                                               |                                           |
| 高木聡     | 「みかんハート」                                                                                     | 渡辺奈緒子・三浦春馬                      |
| 長添雅嗣   | 「王様ゲーム」                                                                                       |                                           |
| 中村紗弥加 | 「パーティ☆キング」                                                                                  | 前園真聖                                  |
| 山辺真美   | 「キミノ言葉デ」                                                                                     |                                           |
| 坂本あゆみ | 「ヒカリトカゲ(WEBドラマ)」                                                                          |                                           |
| 不明       | 「終わりなき輪舞曲」「終わりなき輪舞曲(1万人Ver.)」「カモメ(LIVE ver)」「へべれけ宣言」「DANCE☆MAN」 | 宮城舞・夏月                              |
| 脇坂侑希   | 「GORIN with RADIO FISH」                                                                            |                                           |
| 小田切明広 | 「嗚呼、麗しき人生」                                                                                 | 瀬下豊(天竺鼠)・栗本修・川原克己(天竺鼠)) |

## 主なライブ

### ワンマンライブ・主催イベント
2013年（平成25年）
- 2013年 - 日本全国CK地元化計画〜地元です。地元じゃなくても、地元ですツアー2013〜
- 2013年 - 弾数興行×地元ですツアー2013 〜4人から7人以上、恋人未満、もしくは2人でもやるよ〜

2014年（平成26年）
- 2014年 - 日本全国CK地元化計画 〜地元です。地元じゃなくても、地元ですツアー 2014〜
- 2014年 - CK無謀な挑戦状 Case1 九州編 〜マリンメッセへの道〜
- 2014年 - C & K 今回はやらナイトみせかけたハロウィンナイト。5度目の開催は北海道 〜次はどこに…〜
- 2014年 - CK無謀な挑戦状 in マリンメッセ福岡〜みんなの力でパンパンに!!愛のシャワーを浴びせてネ〜

2015年（平成27年）
- 2015年 - CK無謀な挑戦状Case2 東日本編〜両国国技館への道〜
- 2015年 - THAT'S RIGHIT!!!〜見てるあなたは大正解!!〜 in 鹿児島アリーナ
- 2015年 - C & K地元です。KEENの地元でワンマンです。in 鹿児島アリーナ
- 2015年 - CK無謀な挑戦状Case2in両国国技館 〜収穫前夜祭!〜
- 2015年 - CK無謀な挑戦状Case2in両国国技館 〜ぶどうよりもマスカット! たわわに実った収穫祭〜
- 2015年 - C&K GOAL 地元です。地元じゃなくても、地元ですツアー

2016年（平成28年）
- 2016年 - JIMOTODES JIMOTOJANAKUTEMO JIMOTODES 2016
- 2016年 - 日本全国CK地元化計画〜地元です。地元じゃなくても、地元ですツアー2016〜
- 2016年 - FC四池家限定LIVE!!お先にどうぞ!あなたから!とんでもないわ!あなたから!あなたは素敵な四池さん!
- 2016年 - 地元です。地元じゃなくても地元です 熊本フリーライブ～ツアーの替わりと言ってはなんですが～
- 2016年 - 地元です。地元じゃなくても、地元です。今度は野外でワンマンです。in海の中道海浜公園
- 2016年 - トゥナイトは広島ですか!？ハロウィンナイト
- 2016年 - トゥナイトは都内でハロウィンナイト
- 2016年 - 日本全国CK地元化計画～地元です。地元じゃなくても、地元ですツアー2016～ ｷﾀｷﾀｷﾀ━━━━(ﾟ∀ﾟ)━━━━!!北に来た!!
- 2016～17年 - カウントダウンパーティー2016～2017 ～始まりは赤坂から～

2017年（平成29年）
- 2017年 - JIMOTODES JIMOTOJANAKUTEMO JIMOTODES 2017
- 2017年 - CK無謀な挑戦状 Case3～紅白への道！紅白へGOGO！55分ライブ！！日頃の感謝を込めて39価格～
- 2017年 - 鹿屋市はC&Kの「ROAD TO KOUHAKU」を応援します！鹿屋市 presents 日本全国CK地元化計画～地元です。KEENの本当の地元でワンマンです。～
- 2017年 - CK無謀な挑戦状 Case3～紅白への道！紅白行こう（150）とかけて!! 150分一本勝負!!! 日頃の感謝を込めてまさかの無料!!!〜in 小山
- 2017年 - 鹿屋市 presents C&Kの「紅白出場」特別祈願ライブ！〜 地元です。地元じゃなくても、地元です。KEENの本当の地元でワンマンです。in 鹿屋 霧島ヶ丘公園
- 2017年 - ごめんなさい。正直、仮装は反則です！！！ハロウィンナイト！なんにも無いとは、言わせない！
- 2017年 - 日本全国CK地元化計画～地元です。地元じゃなくても、地元ですツアー2017～ ｷﾀｷﾀｷﾀ━━━━(ﾟ∀ﾟ)━━━━!!東北に来た!!
- 2017～18年 - カウントダウンパーティー 新年のお祝いの会

2018年（平成30年）
- 2018年 - JIMOTODES JIMOTOJANAKUTEMO JIMOTODES 2018
- 2018年 - 日本全国CK地元化計画～地元です。地元じゃなくても、地元です。2018。期待の新人10周年。～
- 2018年 - 超無謀な挑戦状〜10周年だョ!全員集合 〜 in 横浜アリーナ
- 2018～19年 - カウントダウンパーティー 新年のお祝いの会

2019年（平成31年）（令和元年） -
- 2019年 - JIMOTODES JIMOTOJANAKUTEMO JIMOTODES 2019
- 2019年 - 君の名は青木〜前前前夜祭〜
- 2019年 - C&K presents 熊本に愛を浴びて、僕らがいる 〜HAPPY JACK 番外編〜
- 2019年 - OYASHIRAs〜10年分の感謝。地元から、いい音楽が聞こえる！！〜
- 2019年 - OYASHIRAs〜地元です。地元ぢゃない場所が地元になったのは、地元があるからです。〜
- 2019年 - コンベンションライブ 〜見てくれ！好きか嫌いか言ってくれ！同情するなら尺をくれ！！！〜
- 2019年 - 日本全国CK地元化計画～地元です。地元じゃなくても、地元ですツアー2019～ ｷﾀｷﾀｷﾀ━━━━(ﾟ∀ﾟ)━━━━!!チューブに来たー!!
- 2019年 - 日本全国CK地元化計画～地元です。地元じゃなくても、地元ですツアー2019～ ｷﾀｷﾀｷﾀ━━━━(ﾟ∀ﾟ)━━━━!!北に来たー!!
- 2019年 - －日本全国地元化計画－ キテキテキテツアー 来てと言われたから秋田に来た！
- 2020年 - JIMOTODES JIMOTOJANAKUTEMO JIMOTODES 2020
- 2022年3月12日 - 地元です。地元じゃなくても、地元です 2022 ～こりゃまぁいいとこだ～!!in 郡山
- 2022年6月18日〜2022年9月16日 - 日本全国CK地元化計画 地元です。 地元じゃなくても、地元ですツアー2022 ～ゲンテン～
- 2022年9月23日 - 移動式遊園地～原点から現点～ "新 種まき編" in 広島
- 2022年11月20日 - 超無謀な挑戦状 ～炎の15周年目、執念で迎える横浜アリーナ。頼む全員集合～
- 2023年6月30日 - 日本全国CK地元化計画～突然の青森!!～
- 2023年8月5日 - 日本全国CK地元化計画 おかわり2023～続 水掛けまつり～
- 2023年8月19日・20日 - 移動式遊園地×冒険プール 夢の大冒険"新 融合編" in 北九州
- 2023年9月29日〜11月25日 - JIMOTODES JIMOTOJANAKUTEMO JIMOTODES 2023
- 2023年12月19日 - 「CK PEAS」発売記念パーティー

### 出演イベント
2008年（平成20年）
- 2008年08月09日 - TREASURE05X 2008 〜GOLD RUSH〜

2009年（平成21年）
- 2009年05月17日 - 九州男 with C&K LIVE TOUR 2009〜uuuuh乱波!!花見でさとみがO脚ダンス〜

2010年（平成22年）
- 2010年08月25日 - TREASURE05X 2010 〜ONE STEP CLOSER 1ST DAY〜

2011年（平成23年）
- 2011年08月19日 - TREASURE05X 2011 〜GOLD RUSH〜
- 2011年08月20日 - 音霊 OTODAMA SEA STUDIO 2011「日本工学院 Support 海で裏付け太郎! 2011」
- 2011年09月17日 - HIGHER GROUND 2011

2012年（平成24年）
- 2012年03月10日 - 夢チカLIVE SP in Zepp Sapporo
- 2012年03月17日 - HAPPY JACK 2012
- 2012年03月18日 - MUSIC CUBE 12
- 2012年07月22日 - JOIN ALIVE 2012
- 2012年08月04日 - MUSIC LIFE '12 in 長崎
- 2012年08月10日 - OTODAMA SUMMER SPLASH 2012
- 2012年09月29日 - music a go go 2012
- 2012年10月06日 - ZIP-FM 19th ANNIVERSARY ZIP AUTUMN SQUARE -POWER TO THE PEOPLE-
- 2012年10月31日 - THAT'S RIGHT!!!×ハロウィン
- 2012年11月25日 - MUSIC LIFE '12 in 大阪
- 2012年12月01日 - Act Against AIDS 2012 「THE VARIETY 20」
- 2012年12月16日 - Come aLIVE vol.1
- 2012年12月24日 - CLUB CITTA' X'mas Siren Night
- 2012年12月31日 - ZIP-FM COUNTDOWN FESTIVAL

2013年（平成25年）
- 2013年01月25日 - A.F.R.O STATION・新春スペシャル〜地元です。ここはA.F.R.Oの、地元です2013〜
- 2013年02月03日 - SANUKI BEAT 2013
- 2013年05月03日 - 〜24時間ノンストップフェス!〜TOKYO IRIE COLLECTION 2013
- 2013年06月29日 - 今年も夏が来ちゃいました!2013
- 2013年07月20日 - SUN BURST 2013
- 2013年07月21日 - BOUNCE IN THE HALL
- 2013年07月28日 - JOIN ALIVE 2013
- 2013年08月03日 - Music Xplosion
- 2013年08月17日 - MUSIC LIFE '13 in 長崎
- 2013年09月01日 - SOUND MARINA '13
- 2013年09月06日 - Sunset Live 2013
- 2013年10月31日 - ハロウィンナイト 四度目の開催
- 2013年11月24日 - MUSIC HAPPINESS
- 2013年12月01日 - Act Against AIDS 2013 THE VARIETY 21
- 2013年12月20日 - FILTER88 大忘年会スペシャル!!

2014年（平成26年）
- 2014年03月20日 - eff × Kagoshima SPECIAL EVENT VOL.3
- 2014年03月22日 - ガリゲル音楽祭 「おとあい3」
- 2014年06月29日 - SEAGAIA MUSIC RESORT 2014
- 2014年07月13日 - SUN BURST 2014
- 2014年07月13日 - BOUNCE IN THE HALL 2014
- 2014年07月24日 - 音霊 OTODAMA SEA STUDIO 2014 「もう夏休みだよ! 2014」
- 2014年07月26日 - TOKAI SUMMIT'14
- 2014年07月27日 - NUMBER SHOT 2014
- 2014年08月02日 - MUSIC LIFE '14 in 長崎
- 2014年08月09日 - MTV ZUSHI FES 14 supported by RIVIERA
- 2014年08月23日 - 野外DANCE 波音2014
- 2014年08月31日 - SOUND MARINA '14
- 2014年09月07日 - 22nd Sunset Live 2014 -Love&Unity-
- 2014年09月27日 - FILTER88 12th anniversary
- 2014年10月11日 - musicるTV presents MUSIC BURGER
- 2014年10月25日 - 文教大学湘南キャンパス 第30回 聳塔祭
- 2014年12月20日 - MUSIC FOR ALL, ALL FOR ONE 2014
- 2014年12月21日 - 音楽宝石箱 2ND
- 2014年12月31日 - COUNTDOWN JAPAN 14/15

2015年（平成27年）
- 2015年02月13日 - FM802 × OSAKA AUTOMESSE presents CUSTOMIZE ARENA
- 2015年03月28日 - KAB開局25周年記念 MUSIC CARNIVAL 2015
- 2015年06月13日・14日 - プリンスアイスワールド2015鹿児島公演
- 2015年06月26日 - J-WAVE アカリトライブ 2015
- 2015年07月18日 - JOIN ALIVE 2015
- 2015年07月23日 - コカ・コーラSUMMER STATION 音楽LIVE
- 2015年07月26日 - UMK SEAGAIA JamNight 2015
- 2015年08月06日 - a-nation island Asia Progress 〜Twinkle〜
- 2015年08月08日 - MTV ZUSHI FES 15 supported by RIVIERA
- 2015年08月14日 - 音霊 OTODAMA SEA STUDIO 2015「音ザショア 2015'」
- 2015年08月15日 - Music Resort うたたね 2015 At Home Hiroshima
- 2015年08月22日 - MONSTER baSH 2015
- 2015年09月06日 - 23rd Sunset Live 2015 -Love & Unity-
- 2015年09月21日 - NIB25周年イベント DEJIMA博
- 2015年10月12日 - BEAT PHOENIX 2015
- 2015年11月19日 - Livejack vol.8

2016年（平成28年）
- 2016年04月26日 - “あなたが決める、氣志團万博最後の一枠。”『ENTER THE KISHIDAN EXPO ～夢 with You～』
- 2016年05月29日 - メ〜テレ KAZOKU FES. 2016
- 2016年07月22日 - お台場みんなの夢大陸2016 めざましライブ
- 2016年07月30日 - TOKAI SUMMIT FINNAL -10th Anniversary-
- 2016年07月31日 - 震災復興支援イベント TBC夏まつり2016 絆みやぎ〜GO FORWARD〜
- 2016年08月19日 - 音霊 OTODAMA SEA STUDIO 真夏の思い出2016
- 2016年08月20日 - MONSTER baSH 2016
- 2016年08月21日 - SUMMER SONIC 2016 大阪
- 2016年09月03日 - NHK総合「明日へつなげるライブ ～熊本県熊本市～」
- 2016年09月27日 - 氣志團万博 2016 〜房総ロックンロール★チャンピオン★カーニバル〜（ASA-ICHI ACT）
- 2016年09月25日 - 笑顔で8ちゃん“KTSの日”2016
- 2016年10月10日 - シルク・ドゥ・ソレイユ 『ダイハツ トーテム』大阪公演　トーテムの日
- 2016年10月14日 - No Maps presents 『 Friday Happening 』
- 2016年10月30日 - THE DAY LIVE supported by J-WAVE 81.3FM
- 2016年11月06日 - 長野朝日放送開局25周年記念 abn SUPER LIVE 2016
- 2016年11月12日 - 四国大学 第56回芳藍祭
- 2016年11月27日 - グリーンランド開園50周年記念 SPECIAL MUSIC Fes.
- 2016年12月24日 - ドォーモ 冬の音楽祭2016 真冬に5,000人の音楽祭～集え！イブの迷い子たち～

2017年（平成29年）
- 2017年06月02日 - music trUnK
- 2017年07月16日 - JOIN ALIVE2017
- 2017年07月17日 - AsiaProgress 2017
- 2017年07月22日 - 情熱大陸SPECIAL LIVE SUMMER TIME BONANZA 2017 大阪公演
- 2017年07月23日 - UMKSEAGAIA JamNight2017 “Juke Night ～J-ROCK & POPS～ ”
- 2017年07月25日 - OTODAMA SEA STUDIO 2017「HAPPY BEACH 2017」
- 2017年07月27日 - お台場みんなの夢大陸2017 めざましライブ
- 2017年07月29日 - おやまサマーフェスティバル2017 第66回小山の花火 オープニングカーニバル
- 2017年09月02日 - FREEDOM aozora 2017九州
- 2017年09月03日 - 宗像フェス ～World Heritage Munakata～
- 2017年09月17日 - 氣志團万博2017 ～房総与太郎爆音マシマシ、ロックンロールチョモランマ～
- 2017年10月21日 - 小山YEG主催街一丸プロジェクト オレンジハロウィン
- 2017年12月02日 - Yasutaka Nakata presents OTONOKO［オトノコ］ 2017

2018年（平成30年）
- 2018年02月04日 - みんなのMUSIC with あらあらかしこ
- 2018年03月06日 - NHK福岡「サクライブ」
- 2018年03月17日 - 開局55周年記念『メ～テレ春音祭』
- 2018年03月31日 - KTS開局50周年記念ライブ × C&Kデビュー10周年 ～なんでもアリーナ 一日限りの宴～
- 2018年07月16日 - FM802 HOLIDAY SPECIAL 和歌山マリーナシティ presents SEASIDE PLEASURE
- 2018年07月28日 - STV創立60周年記念 TOKACHI presents SUNNY TRAIN REVUE 2018

～テレビがフェスつくっちゃいました!〜
- 2018年08月25日 - a-nation 2018 supported by dTV & dTVチャンネル 東京公演
- 2018年10月17日 - AKIKO WADA 50th ANNIVERSARY「WADA FES」～断れなかった仲間達～

2019年（平成31年）（令和元年）
- 2019年02月06日 - 802RADIO MASTERS LOTTE SO FINE Valentine Party公開収録
- 2019年04月14日 - KFB SUPER LIVE 2019
- 2019年06月29日 - 風音(KAZAOTO)2019
- 2019年06月30日 - FUKUOKA MUSIC FES
- 2019年07月14日 - JOIN ALIVE 2019
- 2019年07月21日 - NUMBER SHOT 2019
- 2019年07月25日 - OTODAMA SEA STUDIO 2019 supported by POCARI SWEAT ～CKの集い～
- 2019年09月15日 - 氣志團万博2019 〜房総ロックンロール最高びんびん物語〜
- 2019年09月21日 - 宗像フェス - Fukutsu Koinoura -
- 2019年10月05日 - THE GREAT SATSUMANIAN HESTIVAL 2019
- 2019年12月31日 - 第3回ももいろ歌合戦

2022年（令和4年）
- 09月18日 - 第5回 秋田CARAVAN MUSIC FES

## ラジオ
- がめにラジオ（2017年4月29日 ‐ [21]、NHK-FM(NHK福岡・沖縄放送局[注 1])、毎月1回第3週目か第4週目の金曜日か土曜日） ‐ パーソナリティ
- アーティスト・プロデュース・スーパー・エディション(JFNC、2020年8月)